# 烏萬溪
烏萬溪，或標示鳥萬溪，又名大鳥溪，為一位於台灣東部之縣市管河川，幹流長度7.15公里，流域面積16.50平方公里，分佈於台東縣大武鄉、達仁鄉。主流發源於達仁鄉新化村新化聚落南側山谷，先向東北東流，匯集新化附近諸支流後進入大武鄉境，轉東南東流經大鳥聚落南側，最終於省道台9線大鳥橋東側注入太平洋。